# Rudolf Handmann
Rudolf Handmann (* 6. August 1841 in Nußdorf bei Wien; † 7. Januar 1929 in St. Andrä im Lavanttal) war ein österreichischer Jesuit und Naturwissenschaftler.

## Leben
Handmann studierte von 1864 bis 1869 an der Hochschule des Jesuitenordens in Pressburg sowie an der Universität Innsbruck Philosophie und Theologie. Für seinen Orden war Hartmann an verschiedenen Orten tätig. So war er von 1882 bis 1884 und von 1886 bis 1889 am Kollegium in Wien-Kalksburg, wo er zum Teil auch Naturgeschichte unterrichtete, und von 1899 bis 1926 am Kollegium Aloisianum auf dem Freinberg bei Linz als Kustos des Naturwissenschaftlichen Kabinetts.
Handmann verfasste zahlreiche naturwissenschaftliche, populärwissenschaftliche und theologische Arbeiten, darunter auch Übersetzungen von Büchern aus anderen Sprachen.

## Veröffentlichungen
- Die fossile Molluskenfauna von Kottigbrunn. Jahrb., 32, 1882, S. 543–564 (zobodat.at [PDF; 1,6 MB]).
- Tertiärfauna des Wiener Beckens: (II.Bericht). Verhandlungen der Geologischen Bundesanstalt 1882, S. 255–274 (zobodat.at [PDF; 1,5 MB]).
- Zur Tertiärfauna des Wiener Beckens. Verhandlungen der Geologischen Bundesanstalt 1882, S. 210–222 (zobodat.at [PDF; 916 kB]).
- Die fossile Binnenfauna von St.Veit a.d.Tr. Verhandlungen der Geologischen Bundesanstalt 1883, S. 170–175 (zobodat.at [PDF; 561 kB]).
- Die sarmatische Conchylienablagerung von Hölles. Verhandlungen der Geologischen Bundesanstalt 1883, S. 165–169 (zobodat.at [PDF; 488 kB]).
- Zur geologischen Gliederung der Conchylienablagerung von Gainfarn. Verhandlungen der Geologischen Bundesanstalt 1883, S. 55–65 (zobodat.at [PDF; 832 kB]).
- Ueber eine charakteristische Säulenbildung eines Basaltstockes und dessen Umwandlungsform in Wacke. Verhandlungen der Geologischen Bundesanstalt 1885, S. 78–79 (zobodat.at [PDF; 335 kB]).
- Ueber Neritina Prevostiana Pf. Verhandlungen der Geologischen Bundesanstalt 1885, S. 392 (zobodat.at [PDF; 260 kB]).
- Zur Conchylien-Ablagerung von St.Veit a.d.Triesting. Verhandlungen der Geologischen Bundesanstalt 1885, S. 188 (zobodat.at [PDF; 265 kB]).
- Zur Süsswasserkalk-Ablagerung in Baden. Verhandlungen der Geologischen Bundesanstalt 1885, S. 391–392 (zobodat.at [PDF; 330 kB]).
- Ein neuer Aufschluss von Tertiär-Conchylien bei Vöslau. Verhandlungen der Geologischen Bundesanstalt 1886, S. 56–57 (zobodat.at [PDF; 291 kB]).
- Die Neogenablagerungen des österreichisch-ungarischen Tertiärbeckens. Münster 1888, S. 1–71.
- Literaturbericht. Carinthia II, S. 77–79 (zobodat.at [PDF; 4,7 MB]).
- Ueber ein Vorkommen von Cordierit und Sillimanit bei Linz in Oberösterreich. Verhandlungen der Geologischen Bundesanstalt 1902, S. 217–218 (zobodat.at [PDF; 314 kB]).
- Zur Kenntnis der Lössfauna von Nagy-Kapornak (Zala, Ungarn). Verhandlungen der Geologischen Bundesanstalt 1903, S- 343-344 (zobodat.at [PDF; 283 kB]).
- Das Vorkommen von Cordierit und Cordierit-Gesteinen bei Linz. Jahrbuch des Oberösterreichischen Musealvereines 62, 1904, S. 1–34 (zobodat.at [PDF; 7,9 MB]).
- Zur Kenntnis der Congerienfauna von Leobersdorf und Umgebung. Verh., Jg. 1904, Wien 1904, S. 48–59 (zobodat.at [PDF; 839 kB]).
- Mineralogisch-petrographische Mitteilungen über einige Gesteine Oberösterreichs. Jahrbuch des Oberösterreichischen Musealvereines 64, 1906, S. 1–10 (zobodat.at [PDF; 15,3 MB]).
- Beiträge zur Kenntnis der Diatomeenflora Oberösterreichs. Jahrbuch des Oberösterreichischen Musealvereines 67, 1909, S. 1–39 (zobodat.at [PDF; 3,2 MB]).
- Die Diatomeenflora des Almseegebiets. Mitteilungen mikrobiologischer Verein Linz 1, 1913, S. 4–30 (zobodat.at [PDF; 5,7 MB]).
- Naviciila Ramingensis Handm. Mitteilungen mikrobiologischer Verein Linz 1, 1913, S. 31–32 (zobodat.at [PDF; 853 kB]).
- Beiträge der Seen- und Flußgebiete Oberösterreichs. Jahrbuch des Oberösterreichischen Musealvereines 72, 1914, S. 107–148 (zobodat.at [PDF; 2,4 MB]).
- Beiträge zur Kenntnis österreichischer Diatomeen und ihrer Verbreitung. Jahrbuch des Oberösterreichischen Musealvereines 81, 1926, S. 315–340 (zobodat.at [PDF; 1,5 MB]).